# Třída Kobben
Třída Kobben či typ 207 je třída malých diesel-elektrických ponorek norského královského námořnictva specializovaných pro operace při pobřeží Norska. Postaveno bylo celkem 15 jednotek. Norsko je již všechny vyřadilo, přičemž několik jich zakoupilo Dánsko a Polsko. Jako poslední byly roku 2021 vyřazeny ponorky polského námořnictva Sęp (ex Skolpen ) a Bielik (ex Svenner). Vyřazené norské ponorky Utstein a dánská Sælen se dochovaly jako muzea.

## Pozadí vzniku

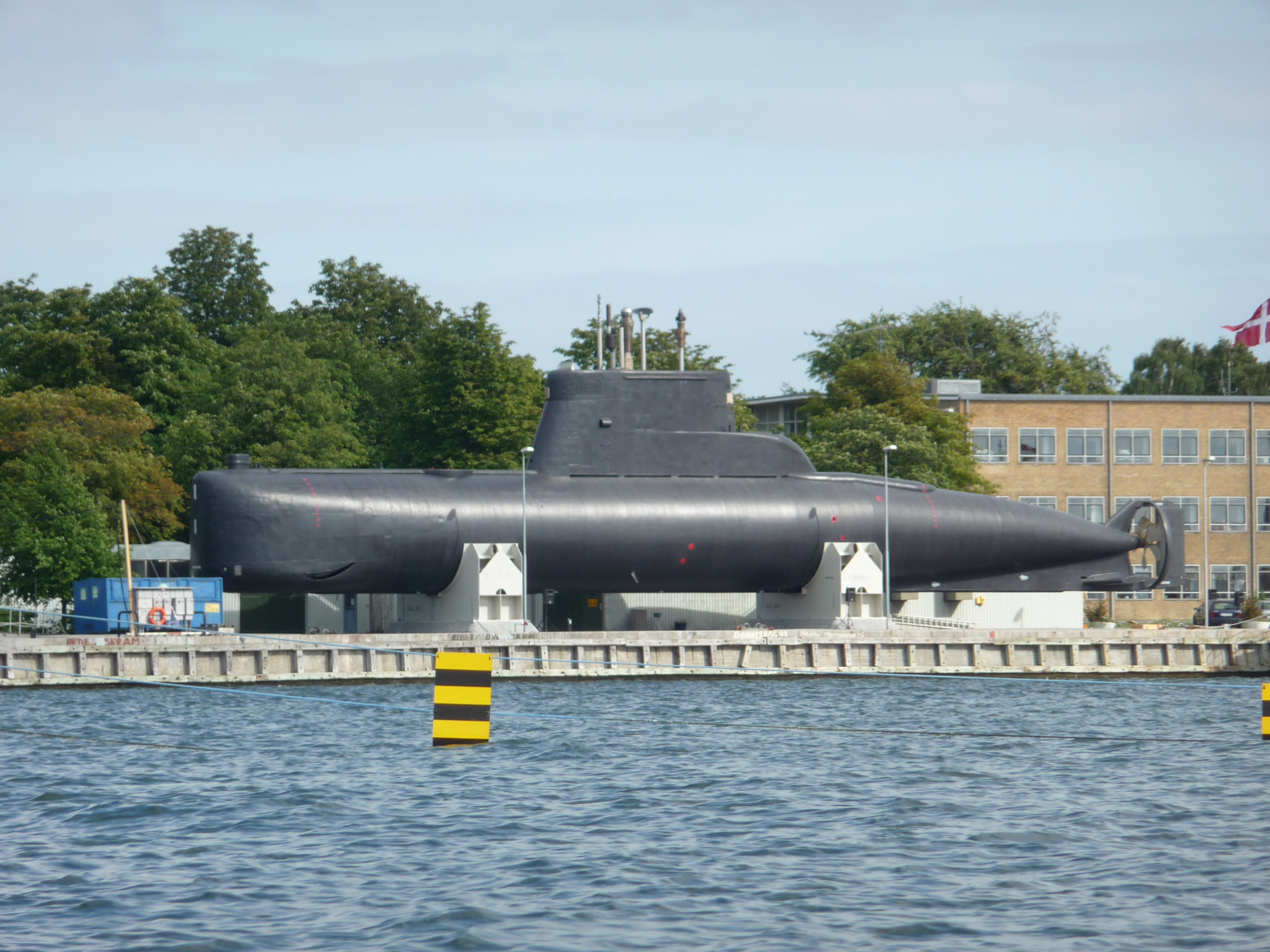
Dánská ponorka Sælen třídy Kobben již jako muzeum Holmen, Kodaňský přístav

V roce 1959 byla u německé loděnice Rheinstahl-Nordseewerke v Emdenu objednána stavba série ponorek typu 205, upravených podle norských požadavků (např. zesílený trup a větší hloubka ponoru) a označených jako typ 207. Stavba první jednotky Kinn byla zahájena v roce 1960. V letech 1964–1965 do služby vstoupilo celkem 15 ponorek této třídy.
Šest ponorek bylo v letech 1987–1992 modernizováno a ostatní mezi lety 1982–1991 vyřazeny. Čtyři jednotky koupilo Dánsko – tři zařadilo jako Springeren (ex-Kya), Tumleren (ex-Utvær) a Sælen (ex-Uthaug), zatímco čtvrtá jednotky posloužila na náhradní díly. Dalších pět ponorek zakoupilo Polsko, které čtyř provozuje jako Kondor, Sęp, Sokół a Bielik, přičemž pátá jednotka je na náhradní díly. Dne 20. prosince 2017 polské námořnictvo vyřadilo první ponorku této třídy Kondor.
Jednotky třídy Kobben:
| Jméno           | Spuštěna          | Vstup do služby  | Status |
| --------------- | ----------------- | ---------------- | --- |
| Kaura (S-315)   |                   | 1965             | Vyřazena 1991, předána Dánsku na náhradní díly.                                                                        |
| Kinn (S-316)    |                   | 1964             | Vyřazena 1990. |
| Kya (S-317)     | 20. února 1964    | 15. ledna 1965   | Vyřazena 1991, téhož roku předána Dánsku jako Springeren (S324), vyřazena 2004.                                        |
| Kobben (S-318)  |                   | 15. srpna 1964   | Vyřazena 2002, téhož roku předána Polsku na náhradní díly, používána na námořní akademii ve Gdyni jako učební pomůcka. |
| Kunna (S-319)   | 16. července 1964 | 1. října 1964    | Vyřazena, roku 2004 předána Polsku jako ORP Kondor (297), vyřazena 20. prosince 2017.                                  |
| Ula (S-300)     |                   | 1965             | Roku 1987 přejmenována na Kinn (S316), vyřazena 1998.                                                                  |
| Utsira (S-301)  |                   | 1965             | Vyřazena 1998. |
| Utstein (S-302) |                   | 1965             | Vyřazena 1998, muzejní loď.                                                                                            |
| Utvær (S-303)   | 30. července 1965 | 1. prosince 1965 | Vyřazena 1989, předána Dánsku jako Tumleren (S322), vyřazena 2004.                                                     |
| Uthaug (S-304)  | 3. října 1965     | 16. února 1966   | Vyřazena 1990, předána Dánsku jako Sælen (S323), vyřazena 2004, muzejní loď.                                           |
| Sklinna (S-305) |                   | 1966             | Vyřazena 2001. |
| Skolpen (S-306) | 24. března 1966   | 17. srpna 1966   | Vyřazena 2002, téhož roku předána Polsku jako ORP Sęp (295). Vyřazena 14. prosince 2021.                               |
| Stadt (S-307)   |                   | 1966             | Vyřazena 2002. |
| Stord (S-308)   | 2. září 1966      | 9. února 1967    | Vyřazena 2002, téhož roku předána Polsku jako ORP Sokół (294). Vyřazena 8. června 2018.                                |
| Svenner (S-309) | 27. ledna 1967    | 1. července 1967 | Vyřazena 2003, téhož roku předána Polsku jako ORP Bielik (296). Vyřazena 14. prosince 2021.                            |

## Konstrukce

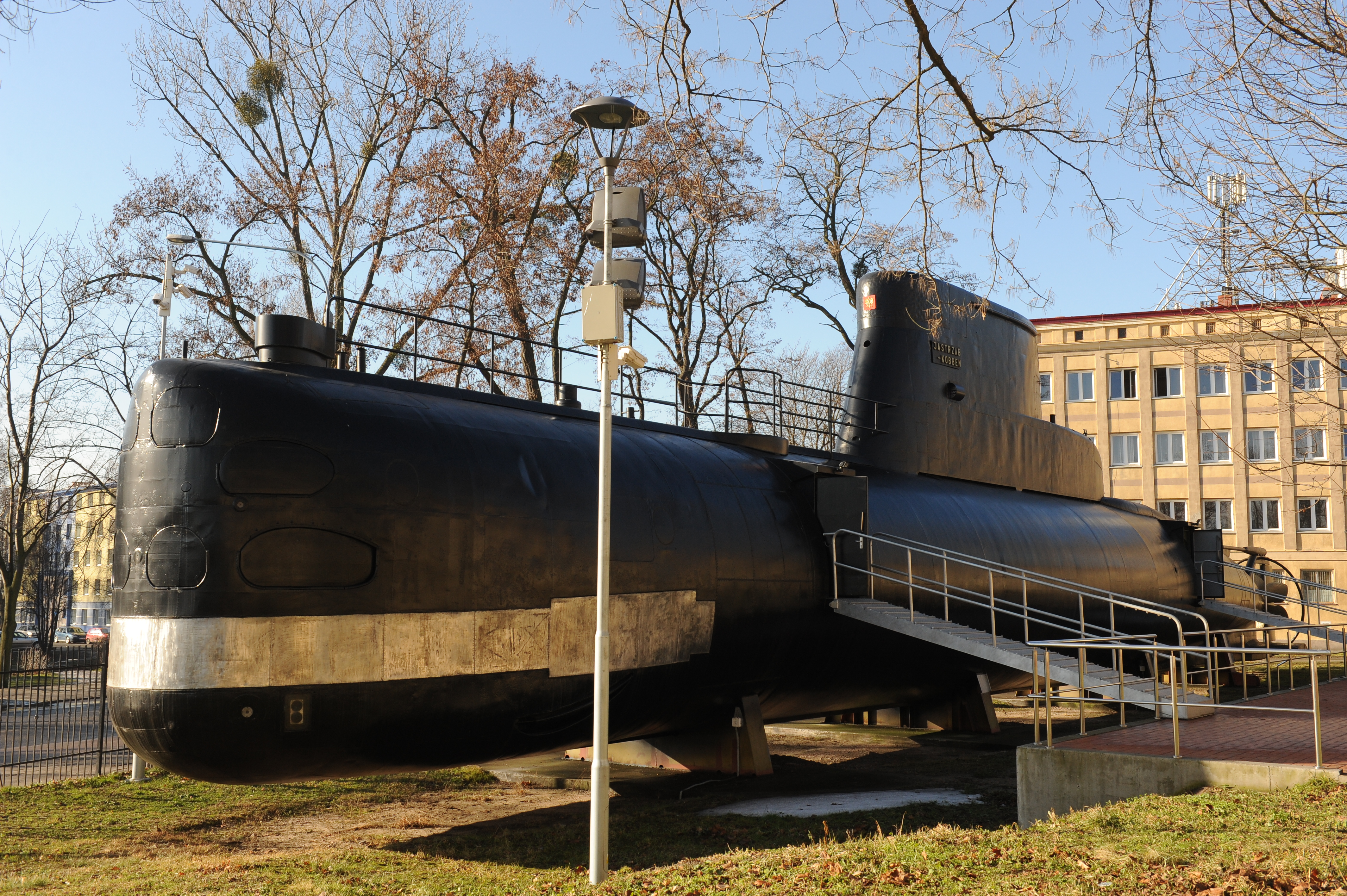
Polsku na náhradní díly předaná a k výcviku využívaná ponorka Jastrząb (ex Kobben)

Výzbroj ponorek tvoří osm 533mm torpédometů, pro které je neseno celkem 8 torpéd. Pohonný systém tvoří dva diesely MTU a jeden elektromotor. Nejvyšší rychlost ponorek je 10 uzlů na hladině a 17 uzlů pod hladinou. Dosah je 5000 námořních mil při 8 uzlech.

## Uživatelé
- Dánsko – Roku 2004 získalo tři ponorky a čtvrtou roku 2005 jako zdroj náhradních dílů.

- Norsko – Provozovalo všech 15 ponorek této třídy. Poslední byly vyřazeny roku 2004.

- Polsko – V letech 2002-2004 získalo čtyři ponorky a pátou jako zdroj náhradních dílů. Roku 2017 byla jako první vyřazena ponorka Kondor. Třída byla vyřazena roku 2021. V rámci programu Orka probíhá výběr jejich náhrady.